# Aéroport d'Araçatuba
L'aéroport d'Araçatuba aussi appelé aéroport d'État Dario Guarita–Araçatuba (code IATA : ARU • code OACI : SBAU) est l'aéroport desservant Araçatuba au Brésil.
Il est exploité par DAESP.

## Historique
L'aéroport a été rénové en 1991.

## Compagnies aériennes et destinations
| Compagnies              | Destinations                                |
| ----------------------- | ------------------------------------------- |
| Azul Brazilian Airlines | Campinas, Rondonópolis, São Paulo-Guarulhos |

## Accidents et incidents
- 7 octobre 1983: un Embraer EMB 110C Bandeirante de la compagnie TAM Airlines (enregistrement PP-SBH) au départ de Campo Grande et à destination d'Urubupungá à Araçatuba a touché le sol juste en-dessous du seuil de piste, après avoir raté l'approche par deux fois à l'aéroport d'Araçatuba. Sept membres d'équipage et passagers sont morts[1],[2].

## Accès
L'aéroport est situé à 10 km du centre-ville d'Araçatuba.